# Tannourine
 Tannourine (arabisch تنورين, DMG Tannūrīn, auch: Tannoureen, Tannorine) ist eine Stadt im Distrikt Batrum in Mohafazah im Gouvernement Nord-Libanon. Die Stadt liegt circa 75 km nördlich von Beirut.

## Sehenswertes
- «Tannourine Cedars Forest Nature Reserve», ein Naturschutzgebiet mit einem Zedernwald von circa 60.000 Bäumen auf einer Fläche von 195,5 Hektar in einer Höhe zwischen 1300 und 1800 Metern
- Baatara-Schlucht, ein Sinkloch mit einer 250 Meter tiefen offenen Höhle und einem 90 m hohen Wasserfall
- Römisches Aquädukt im Tal Tannourine-Al-Tahta
- Dorf Ain-al-Raha und Wata Houb im Hochgebirge im Tal Tannourine-Al-Tahta (Kirchen und Klöster von Saint Shallitah und Saint Antonios Houb aus dem 6. Jahrhundert, einige der ältesten Zeugnisse des Christentums in der Region)
- 500 Jahre altes libanesisches Haus und ein Beispiel frühzeitlicher libanesischer Architektur unter den Felsvorsprüngen von Tannourine-Al-Tahta (Titelseite eines National Geographic-Berichts über den Libanon)

## Persönlichkeiten
- Assia Dagher (1908–1986), ägyptische Schauspielerin und Filmproduzentin (Schwester von Mary Queeny)
- Mary Queeny, eigentlich: Mary Boutros Younis Dagher, (1913–2003), ägyptische Schauspielerin und Filmproduzentin (Schwester von Assia Dagher)
- Antonios Tarabay, bekannt als Bouna Antoun (1911–1998), libanesischer maronitischer Mönch des mariamitischen Maroniten-Ordens und Eremit im Kloster Saint Elisha Bcharre (Mar Licha) im Wadi Qadischa
- Chucrallah Harb (1923–2019), libanesischer Geistlicher und maronitischer Bischof von Jounieh
- Boutros Harb (* 1944), libanesischer Politiker und Minister für Telekommunikation (2014–2016)
- Charbel Dagher (* 1950), libanesischer Autor und Dichter sowie Professor an der Universität Balamand
- Claude Comair (* 1956), libanesischer Unternehmer (DigiPen Institute of Technology, Nintendo Software Technology)
- Antoine Tarabay OLM (* 1967), libanesischer Geistlicher und maronitischer Bischof der Eparchie des Hl. Maron von Sydney
- Abeer Nehme (* 1980), libanesische Sängerin und Musikerin
- Maya Reaidy (* 1995), libanesisches Modell und Miss Lebanon 2018

### Sonstige
- Julio César Turbay Ayala, Präsident Kolumbiens von 1978 bis 1982 (Seine Eltern Antonio Amín Turbay und Rosaura Ayala waren Auswanderer nach Kolumbien und stammen aus Tannourine.)
- Shakira, vollständiger Name Shakira Isabel Mebarak Ripoll, wobei Isabelle Mebarak der Name ihrer in Tannourine gebürtigen Großmutter ist.